# Ібрагім-бей Бічаку
Ібрагі́м-бей Біча́ку — албанський землевласник, прем'єр-міністр Албанії у часи італійської окупації країни, з 25 вересня до 24 жовтня 1943 року.